# Dalekie (województwo świętokrzyskie)
Dalekie – wieś sołecka w Polsce położona w województwie świętokrzyskim, w powiecie włoszczowskim, w gminie Moskorzew.
W latach 1975–1998 miejscowość administracyjnie należała do województwa częstochowskiego.
Położona 3 km na zachód od Moskorzewa, 5,5 km na wschód od Szczekocin, 28 km na południe od Włoszczowy, 69 km na południowy zachód od Kielc.
Wieś leży przy drodze krajowej nr 78, z Moskorzewa do Szczekocin.

## Historia
Wieś została założona w drugiej połowie XIX w. w drodze wykupu części folwarku należącego do hrabiów Potockich, tj. zlokalizowanej tam wcześniej owczarni i otaczających ją terenów. W skład Towarzystwa zakładającego wieś, obok rodziny Jana Szweja, wchodziły rodziny Nowaków, Szatanów oraz Wojsławów. Miejscowość wymienia Słownik geograficzny Królestwa Polskiego z roku 1880, jako osadę w gminie Moskorzew, parafii Goleniowy.
Według spisu powszechnego z roku 1921 miejscowość Dalekie wówczas kolonia posiadała 15 domów i 99 mieszkańców.